# شانه‌موش ریگ
شانه‌موش ریگ (نام علمی: Ctenomys osvaldoreigi) نام یک گونه از سرده شانه‌موش است.